# Борисенко Павло Миколайович
Павло Миколайович Борисе́нко (нар. 16 січня 1957, Ворошиловград) — український графік; член Національної спілки художників України з 2000 року.

## Біографія
Народився 16 січня 1957 року у місті Ворошиловграді (нині Луганськ, Україна). 1980 року закінчив Київський художній інститут, де навчався у А. Левченка, С. Бережного.
Жив у Луганську, в будинку на вулиці Верещагіна, № 22.

## Творчість
Працює у галузі авангардної графіки Серед робіт:
- «Поєдинок» (1994);
- «Відображення» (1994);
- «Міраж» (1996);
- «Простір» (1998);
- «Розчинення» (1998);
- «Протидія» (1998, темпера, лак);
- «Політ» (1998);
- «Рівновага» (1999);
- «Рух» (2001, полотно, темпера);
- «Мелодія білої лінії» (2002).

Бере участь у обласних виставках з 1993 року, всеукраїнських — з 1994 року. Персональна виставка відбулася у Луганську у 1998 році.
Окремі твори художника зберігаються у Національному музеї історії України.